# Zoran Savić
Zoran Savić, född 18 november 1966 i Zenica, dåvarande Jugoslavien, är en serbisk basketspelare som tog OS-silver 1996 i Atlanta. Detta var första gången Serbien och Montenegro inte spelade under IOC-koden YUG utan under SCG. Han har spelat för flera europeiska lag, bland annat Real Madrid Baloncesto.